# Wojciech Morawski (muzyk)
Wojciech Morawski (ur. 9 października 1949 w Warszawie) – polski perkusista.

## Kariera muzyczna i pozamuzyczna
Muzyk zespołów: Grupa X, Klan (po nagraniu płyty "Mrowisko" w 1971), Breakout (w 1974), Grupa Organowa Krzysztofa Sadowskiego (1975–1976), Gramine (w 1976), Świadectwo Dojrzałości (współzałożyciel na początku 1977), Perfect (współzałożyciel w 1977), Porter Band (w 1980), Morawski Waglewski Nowicki Hołdys (1984–1985), na początku Voo Voo (w 1985), Jan Bo (1991–1995) oraz Orkiestry Na Zdrowie.
Mieszka w Ząbkach z żoną Lilą, zaangażowali się w prowadzenie Fundacji Dzieci Ulicy oraz domu adaptacyjnego Uniwersytet Leśny.

## Dyskografia

### Albumy
- Hulaj dusza – Świadectwo Dojrzałości[4]
- Wojna w mieście – Jan Bo
- Hołdys.com – Zbigniew Hołdys

### Inne nagrania
- Skóra (Remix) – Aya Rl
- Kamienie – Breakout
- Three Thousands Points – Grupa Organowa Krzysztofa Sadowskiego – perkusja w utworach:
  - "Sorcery"
  - "Ten nasz zwyczajny świat"
  - "Syrinx"
- Mobilization – Porter Band
- Krystyna Prońko – Krystyna Prońko
- Bez grawitacji – Ryszard Sygitowicz – perkusja w utworach:
  - "Niespełnienie"
  - "Cavalcado"
- I Ching – perkusja w utworach:
  - "Heksagram sześćdziesiąty piąty"
  - "Miss Propagandiss"
  - "Dyktator"
  - "Ja płonę"
  - "Wojna chudych z grubymi"
  - "Gazeta"
  - "Różne rozmowy z życiem"
  - "Super Ego"
  - "Milo"
  - "Słuchaj, man"
  - "Kołysanka dla misiaków"
  - "I Ching"
- Świnie - MWNH
- Był sobie król – Maryla Rodowicz
- Blues Forever – Leszek Winder – perkusja w utworach:
  - "Gram co chcę"
  - "Nigdy cię nie zapomnę"
- Voo Voo – Voo Voo
- Gejsza nocy – Maryla Rodowicz

### Muzyka filmowa
- Stan wewnętrzny – wykonanie muzyki